# 勝川春鶴
勝川 春鶴（かつかわ しゅんかく、生没年不詳）とは、江戸時代の浮世絵師。

## 来歴
勝川春章の門人、勝川の画姓を称す。作画期は寛政の頃で細判の役者絵を描く。

## 作品
- 「二代目市川門之助の伊東祐清と六代目市川団十郎の真田与市」　細判錦絵　寛政3年
- 「瀬川菊之丞」　細判錦絵
- 「仕丁之図（三代目市川八百蔵）」　細判　大英博物館所蔵
- 「暫」　団扇絵